# Старомерчанська волость
Старомерчанська волость — адміністративно-територіальна одиниця Валківського повіту Харківської губернії.

Найбільші поселення волості станом на 1914 рік:
- село Старий Мерчик — 3717 мешканців.
- село Новий Мерчик — 2276 мешканців.
- село Олександрівка — 1139 мешканців.

Старшиною волості був Гайдамака Данило Степанович, волосним писарем — Любченко Микита Яремович, головою волосного суду — Котелевець Іван Христофорович.